# 영 핫 로드
영 핫 로드(Young Hot Rod)(본명:Rodney Toole, 1984년 ~ )은 미국의 랩가수이다.현재 힙합레이블인 G-Unit Record를 통해 데뷔할 예정이다.